# Раджарам
Раджарам (*राजारामराजे, 1670 —2 березня 1700) — 3-й чхатрапаті (імператор) держави маратхів у 1689–1700 роках.

## Життєпис
Походив з впливової маратхської родини. Син тоді ще раджі Шиваджі. Перебував під впливом своєї матері Сояра-Баї, яка у 1680 році, після смерті Шиваджі, поставила сина на трон), проте вже через кілька місяців його було повалено зведеним братом Самбхаджі. Увесь час панування останнього  провів у в'язниці. Лише після страти брата у 1689 році Раджарам здобув свободу. 12 березня того ж року коронувався як чхатрапаті маратхів.
У цей час значна територія держави маратхів була захоплена могольською армією. Невдовзі було взято в облогу столицю Сатара та важливу фортецю Райгад. Раджарам спочатку прорвався до фортеці Пратапгад, а потім відступив на південь до форту Джинджі, облога якого моголами тривала до 1698 року. 
Але Раджараму вдалося втекти до Веллору, а після його падіння — до Вішалгарха. Зрештою Раджарам перейшов на партизанську тактику, але зазнав поразки в битві біля Сінгагарху . Під час цього він помер від якоїсь хвороби, ймовірніше легеневої. Це сталося 2 березня 1700 року. Наслідував йому син Шиваджі II.